# Chiswick
Chiswick [ˈtʃɪzɪk] ⓘ ist ein Stadtteil von London im südwestlichen Stadtbezirk London Borough of Hounslow.

## Geographie

### Geographische Lage
Chiswick liegt auf der Hälfte des Weges zwischen dem Zentrum Londons und dem Flughafen London-Heathrow. Das Stadtgebiet liegt auf einem Mäander der Themse. In seinem südlichen Teil finden sich zahlreiche Freiflächen, wie etwa die Gartenanlage von Chiswick House oder der Park Dukes Meadows. Der nördliche Teil ist dagegen wesentlich enger bebaut. Dort findet sich mit der Chiswick High Road die Einkaufsstraße des Stadtteils. Im Süden bildet die Themse die Grenze zu den Stadtteilen Kew, Mortlake und Barnes. Östlich liegt, jenseits der Goldhawk Road, Hammersmith. Im Norden grenzen die Stadtteile Bedford Park und South Acton an Chiswick während im Westen Gunnersbury und Brentford liegen.

### Klima

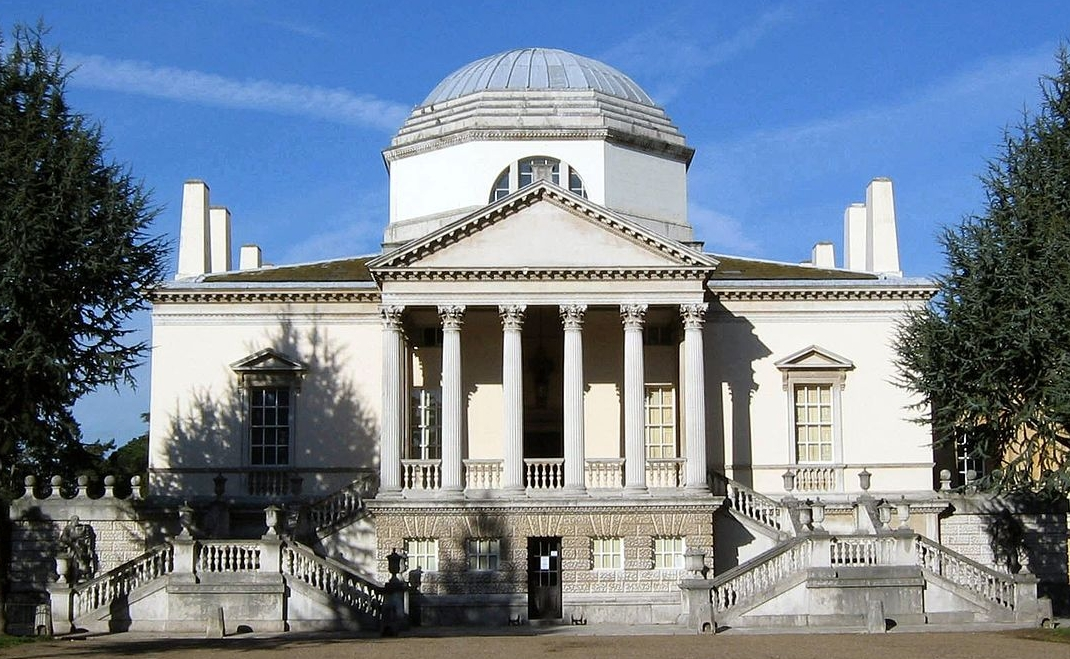
Chiswick House

|                       | Jan  | Feb  | Mär  | Apr  | Mai  | Jun  | Jul  | Aug  | Sep  | Okt  | Nov  | Dez  |   |       |
| Mittl. Tagesmax. (°C) | 9    | 9    | 12   | 14   | 18   | 21   | 24   | 24   | 20   | 16   | 11   | 8    | ⌀ | 15,5  |
| Mittl. Tagesmin. (°C) | 2    | 2    | 4    | 5    | 8    | 11   | 14   | 13   | 10   | 7    | 4    | 2    | ⌀ | 6,9   |
|                       |      |      |      |      |      |      |      |      |      |      |      |      |   |       |
| Niederschlag (mm)     | 54,3 | 50,0 | 39,3 | 47,9 | 48,1 | 45,1 | 43,5 | 64,6 | 52,8 | 66,1 | 61,3 | 56,9 | Σ | 629,9 |
|                       |      |      |      |      |      |      |      |      |      |      |      |      |   |       |
| Regentage (d)         | 24   | 20   | 22   | 20   | 19   | 19   | 17   | 17   | 18   | 21   | 23   | 23   | Σ | 243   |

| 2 |

| 2 |

| 4 |

| 5 |

| 8 |

| 11 |

| 14 |

| 13 |

| 10 |

| 7 |

| 4 |

| 2 |

| 2 |

| 2 |

| 4 |

| 5 |

| 8 |

| 11 |

| 14 |

| 13 |

| 10 |

| 7 |

| 4 |

| 2 |

| N i e d e r s c h l a g | 54,3 | 50,0 | 39,3 | 47,9 | 48,1 | 45,1 | 43,5 | 64,6 | 52,8 | 66,1 | 61,3 | 56,9 |
|                         | Jan  | Feb  | Mär  | Apr  | Mai  | Jun  | Jul  | Aug  | Sep  | Okt  | Nov  | Dez  |

## Geschichte

### Etymologie
Erstmals urkundlich erwähnt wurde Chiswick um das Jahr 1000 als Ceswican. Die Herkunft des Namens ist umstritten, er könnte auf die altenglische Sprache zurückgehen und „Käsehof“ bedeuten. Dieser Ursprung wird von den am Themseufer liegenden Bauernhöfen, die bis ins 18. Jahrhundert mit ihren Erzeugnissen einen jährlich im Bereich der Dukes Meadows stattfindenden Bauernmarkt abhielten, hergeleitet. Andere übersetzen den Namen mit „Dorf am steinigen Strand“.

### Geschichtliche Entwicklung

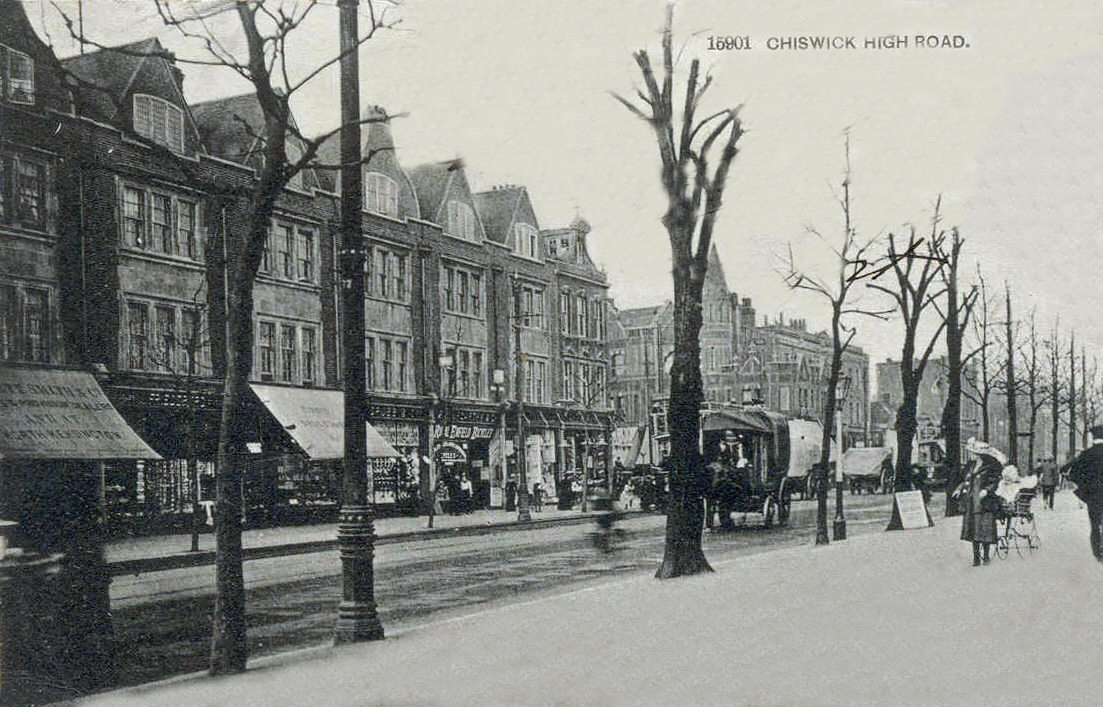
Chiswick High Road um 1900

Der Kern des heutigen Stadtteils entstand ab etwa 1181 rund um die Kirche des heiligen Nikolaus. Die Einwohner des damals noch kleinen Dorfes lebten überwiegend von der Landwirtschaft und vom Fischfang. Zudem gab es eine Fähre über die Themse. Diese wichtige Verbindung zur Londoner Innenstadt machte den Bereich für die zunehmende Bevölkerung als ländlichen Rückzugsort interessant. 1822 pachtete die Royal Horticultural Society etwa 13,5 Hektar zwischen der Sutton Court Road und der Duke's Avenue. Die Gesellschaft nutzte das Land um eine Sammlung verschiedener Obstbäume anzulegen. Zudem gründete sie auf dem Gelände ihre erste Gartenbauschule und veranstaltete Blumenschauen. In den 1870er-Jahren reduzierte die Gesellschaft die gepachtete Fläche, bevor der Garten 1904 gänzlich nach Wisley verlegt wurde. 1864 eröffnete  John Isaac Thornycroft, Gründer von John I. Thornycroft & Company eine Werft am westlichen Ende der Chiswick Mall. Auf dieser wurde mit der HMS Daring der erste Zerstörer der Daring-Klasse gefertigt, der 1893 vom Stapel lief. 1909 wurde die Werft nach Southampton verlegt. Anfang des 19. Jahrhunderts war Chiswick mit 3235 Einwohnern (1801) noch relativ klein. Mit dem Ausbau der Eisenbahn stieg die Einwohnerzahl sprunghaft an. Die Herrenhäuser mit ihren großen parkähnlichen Gärten wurden nach und nach abgerissen und durch Wohnhäuser im viktorianischen und edwardischen Stil ersetzt. Die endgültige Erschließung bis zum Ufer der Themse erfolgte jedoch erst zwischen den beiden Weltkriegen. Während des Zweiten Weltkriegs wurde der Stadtteil von mehreren Bomben getroffen. So schlug die erste auf London abgefeuerte V2-Rakete am 8. September 1944 in Chiswick ein. Es wurden drei Menschen getötet, 22 verletzt und sechs Häuser wurden gänzlich zerstört. Heute erinnert ein Mahnmal an der Einschlagsstelle auf der Staveley Road an das Ereignis. Nach dem Krieg wurde der Stadtteil wieder aufgebaut und durch weiteren Wohnhäusern und Bürogebäuden erweitert.
1971 gründete Erin Pizzey unter dem Namen Chiswick Women's Aid das erste Frauenhaus Europas.

## Politik
Chiswick St Nicholas war ursprünglich als Civil Parish in Middlesex organisiert. Von 1894 bis 1927 gehörte das Stadtgebiet zum Chiswick Urban District. Mit dessen Abschaffung 1927 wurde Chiswick dem neu gegründeten Brentford and Chiswick Urban District zugerechnet. Ab 1932 gehörte der Stadtteil zum Municipal Borough of Brentford and Chiswick. Dieser wurde 1965 Teil von Greater London und Chiswick gehört seither zum London Borough of Hounslow. Das Rathaus von Chiswick ist seither nicht mehr Verwaltungssitz. Auf nationaler Ebene bestand zwischen 1918 und 1974 der Wahlkreis Brentford and Chiswick. Heute gehört Chiswick bei den Wahlen zum House of Commons zum Wahlkreis Brentford and Isleworth. Dessen Interessen werden seit den Wahlen 2015 von Ruth Cadbury wahrgenommen, die der Labour Party angehört. Sie setzte sich gegen Ann Keen von der Labour Party durch. Bei Wahlen zur London Assembly wird das Stadtgebiet dem Wahlkreis South West zugerechnet, welcher seit dem Jahr 2000 von Tony Arbour repräsentiert wird. Für die Wahlen zum Hounslow London Borough Council ist Chiswick in die Bereiche Turnham Green, Chiswick Homefields und Chiswick Riverside aufgeteilt. Jeder Bereich wählt für eine Amtszeit von vier Jahren jeweils drei Abgeordnete. Für die Wahlperiode 2010–2014 wurden ausschließlich Angehörige der Conservative Party zum Borough Council entsandt.

## Kultur und Sehenswürdigkeiten

### Theater und Museen
Im 20. Jahrhundert befanden sich zwei bekannte Theater in Chiswick. Das Chiswick Empire befand sich direkt auf der Chiswick High Road und war zwischen 1912 und 1959 in Betrieb. Mit seinen 2.140 Plätzen bot es Varieté-Veranstaltungen, Opern, Ballett und Theateraufführungen. Das Q-Theatre befand sich zwischen 1924 und 1959 gegenüber dem Bahnhof Kew Bridge. Hier wurden zahlreiche Werke von Terence Rattigan und William Douglas-Home uraufgeführt. Heute finden Theateraufführungen in dem seit 1985 bestehenden Tabard Theatre an der Bath Road statt. Das Haus ist für seine experimentellen Inszenierungen bekannt.
Auf dem Stadtgebiet von Chiswick befinden sich zudem mehrere Museen. So befindet sich etwa in Chiswick House eine Dauerausstellung mit Gemälden. Daneben wird in Hogarth’s House nicht nur das Leben und Werk von William Hogarth, sondern auch Möbel aus dem 18. Jahrhundert ausgestellt.

### Bauwerke

#### Chiswick House
Chiswick House wurde zwischen 1726 und 1729 nach Plänen von Richard Boyle, 3. Earl of Burlington erbaut. Heute gilt es als ein herausragendes Beispiel des Palladianismus. Der zugehörige Grund und Boden zählt zu den bedeutendsten Gärten in England und Wales.

#### Kirchen

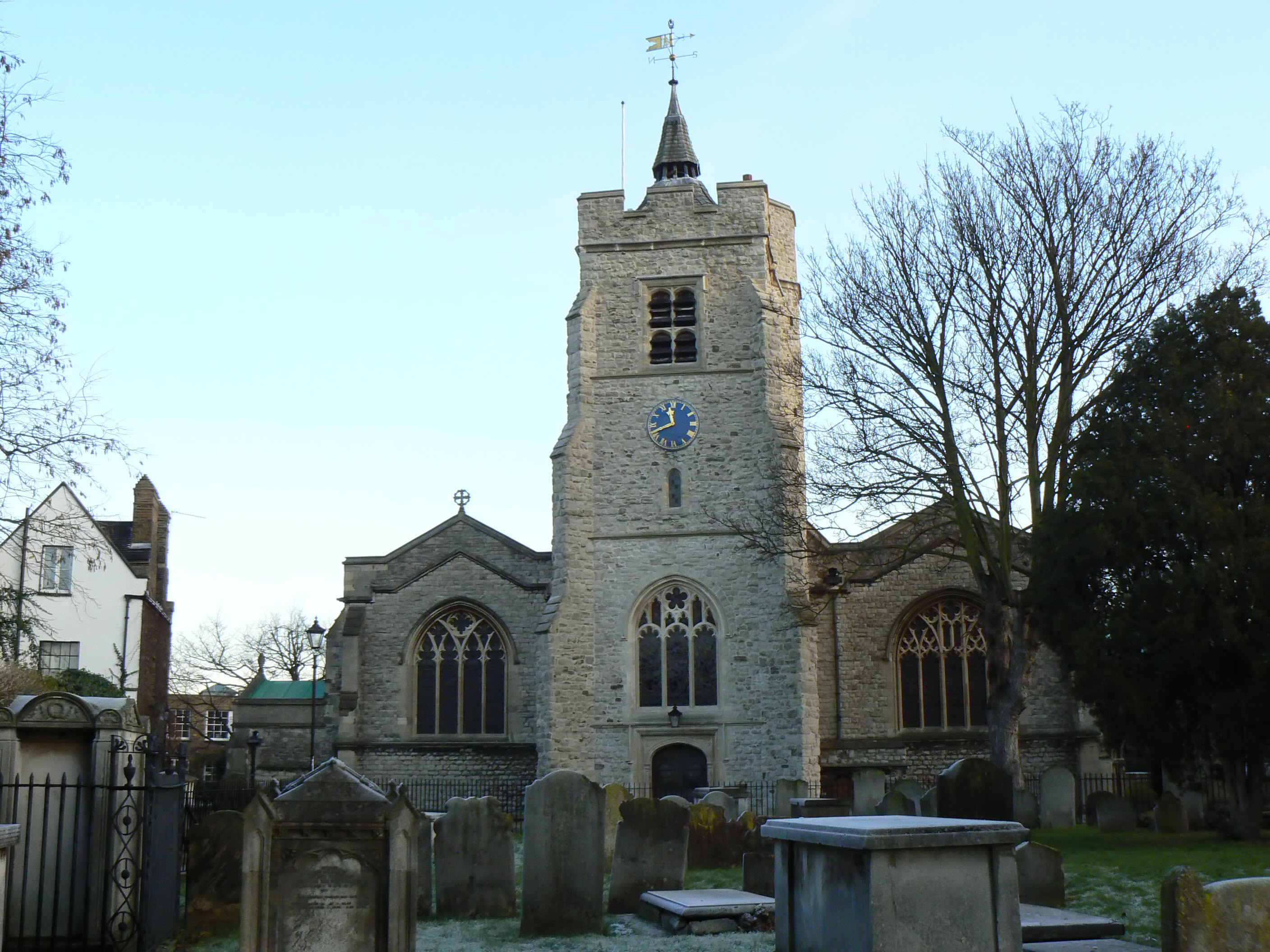
Kirche des Heiligen Nikolaus

Die Kirche des Heiligen Nikolaus liegt unweit der Themse und gilt als Keimzelle Chiswicks. Ihr Kirchturm stammt aus dem 15. Jahrhundert, während das restliche Kirchengebäude zwischen 1882 und 1884 von John Loughborough Pearson grundlegend umgebaut wurde. Auf dem angrenzenden Friedhof befinden sich die Gräber von William Hogarth und William Kent. Dort liegt ebenfalls eine von Oliver Cromwells Töchtern begraben. In der Elmwood Road liegt die zwischen 1908 und 1909 erbaute St. Michael’s Church. Sie wurde von W. D. Caroe entworfen. Das jüngste Kirchengebäude auf dem Stadtgebiet ist die russisch-orthodoxe Kathedrale in der Harvard Road, die 1998 erbaut wurde.

#### Sonstige
Die ehemalige Fabrik der Firma Arthur Sanderson & Sons befindet sich in der Barley Mow Passage und wurde 1902 nach Plänen des Architekten Charles Voysey erbaut. Heute ist es unter dem Namen Voysey House bekannt, wird das Gebäude als Bürogebäude genutzt und steht unter Denkmalschutz. In Chiswick gibt es zudem mehrere Pubs die auf eine lange Geschichte zurückblicken und deren Gebäude heute zum Teil ebenfalls unter Denkmalschutz stehen.

### Grünflächen und Naherholung
Die Naherholung der Bewohner Chiswicks wird durch mehrere Parks und Gärten sichergestellt. Der bekannteste Garten im Stadtgebiet ist derjenige des Chiswick House. Der größte öffentliche Park, Dukes Meadows, befindet sich auf Land, das ursprünglich im Eigentum des Duke of Devonshire stand. In den 1920er-Jahren kaufte die öffentliche Hand das Gelände und wandelte es in ein Naherholungsgebiet um. Heute kann man dort verschiedenste Sportarten, wie Rugby, Fußball oder Hockey betreiben.

### Sport

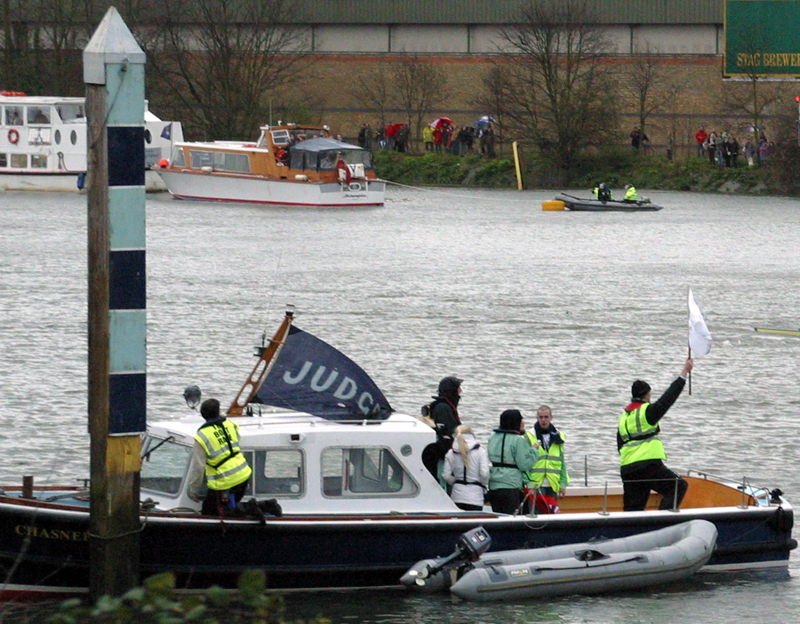
Ziel des Boat Race

Chiswick ist Heimat mehrerer Rugby-Mannschaften. Der Chiswick RFC etwa spielt in der London 2 North West League. Die Nähe Chiswicks zur Themse machen sich zahlreiche Ruderteams zu Nutze. So hat der University of London Boat Club, einer der erfolgreichsten universitären Ruderclubs, seinen Sitz in Chiswick. Mit dem Mortlake Anglian & Alpha Rowing Club und dem Quintin Boat Club befinden sich zwei weitere erfolgreiche Ruderclubs in Chiswick. Daneben ist auch die Tideway Scullers School untrennbar mit dem Stadtteil verbunden. Als bekanntes Ausbildungszentrum für Skuller hat der Club erfolgreiche Ruderer wie Mahé Drysdale oder Alan Campbell in seinen Reihen. Direkt vor dem Bootshaus dieses Clubs befindet sich der Endpunkt des Championship Course, einer bekannten Ruderstrecke, die auf der Themse von Mortlake nach Putney führt. Auf dieser Strecke findet etwa das Boat Race zwischen den Universitäten Oxford und Cambridge statt. Bis ins Jahr 2000 war Chiswick auch Heimat eines Motorsport-Teams. Das Chequered Flag Team fuhr zuletzt vor allem Rallyes, hatte seine Anfänge aber in der Formel Junior. Zu den Fahrern des Teams zählten unter anderem Tony Pond und Jim Clark.

## Wirtschaft und Infrastruktur

### Unternehmen
In der Chiswick High Road konzentriert sich der Einzelhandel des Stadtteils. Zusammen mit zahlreichen Restaurants, Bürogebäuden und Hotels befindet sich hier das wirtschaftliche Zentrum Chiswicks. Ab etwa 1960 wurden zwischen der Golden Mile Great West Road und Hammersmith neue Bürokomplexe gebaut und bestehende Lagerhäuser in Büros umgewandelt. 1966 errichtete IBM ein 18-stöckiges Gebäude das als Hauptsitz des Unternehmens im Vereinigten Königreich genutzt wurde. Mit Platz für bis zu 1500 Personen verblieb der Hauptsitz des Unternehmens bis 1992 dort. Nach verschiedenen Umbauten und Erweiterungen zog 1994 die BSI Group dort ein. 2010 kaufte die Harbert Management Corporation das Gebäude und es wurde in Chiswick Tower umbenannt. Ebenfalls im Stadtgebiet hat die Griffin Brewery aus dem Jahr 1816 ihren Sitz. Dort braut die Fuller‘s Griffin Brewery mehrere preisgekrönte Biere. Die Brauerei in Chiswick ist seit über 350 Jahren in Betrieb. Die Brauerei wurde 2019 an die japanische Asahi Beer K.K. verkauft, produziert aber weiterhin unter dem Namen Fuller's Beer in Chiswick. Das ursprüngliche Brauereigebäude befand sich im Garten von Badford House in der Chiswick Mall.

### Verkehr

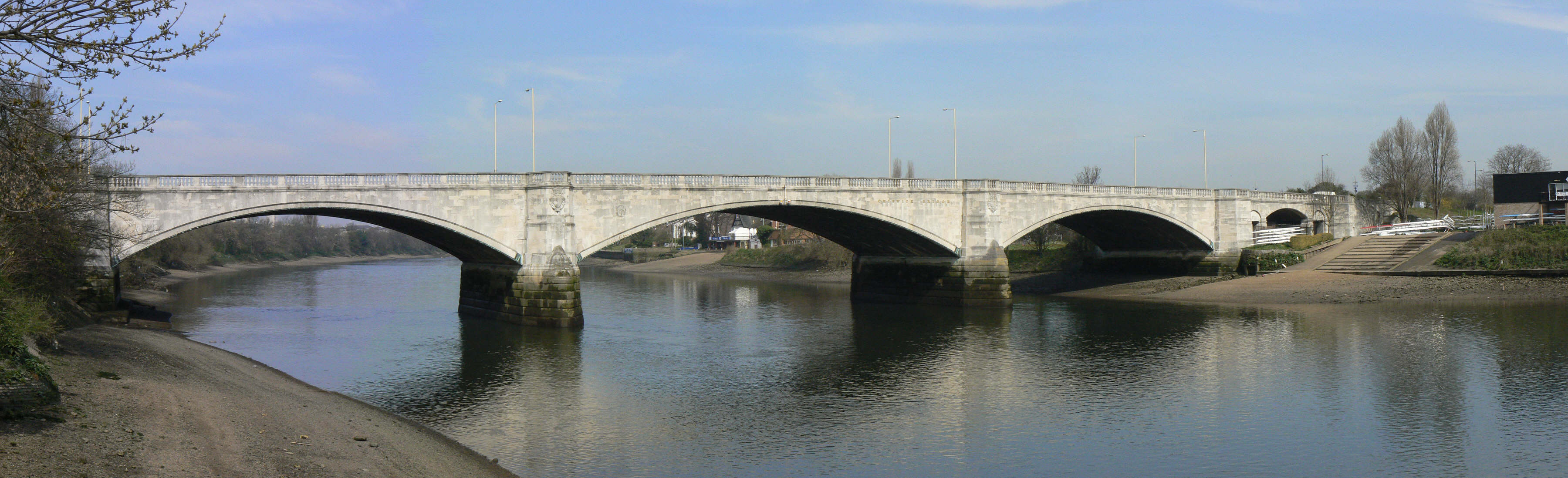
Chiswick Bridge

An der Great West Road beginnt die North Circular Road, die über 25,7 Meilen bis nach Beckton führt. An dieser Stelle trifft sie auf die von Woolwich nach South Ealing verlaufende South Circular Road. Am Hogarth Roundabout, einer der bekanntesten Straßenkreuzungen im Stadtgebiet Londons, endet die Autobahn M4. Die Straße führt als normale Straße weiter bis zum Flughafen London Heathrow. Die A4 durchquert auf ihrem Weg in das Stadtzentrum Londons den Stadtteil. Auch die Great Chertsey Road nimmt in Chiswick ihren Ausgang. Sie läuft Richtung Südwesten und geht in die Autobahn M3 über.
Die Themse bildet die südliche Grenze von Chiswick. Verschiedene Brücken schließen den Stadtteil an das Stadtzentrum an. Der Eisenbahnverkehr verläuft über die Barnes Railway Bridge und die Kew Railway Bridge, der Autoverkehr über die Chiswick Bridge und die Kew Bridge. Über das Kew Gardens Pier ist Chiswick an den Fährverkehr auf dem Fluss angebunden. Auch der Anschluss an das Netz des öffentlichen Personennahverkehrs ist gewährleistet. So wird der Stadtteil von insgesamt elf Linien der London Buses erschlossen, darunter zwei Nachtbuslinien und drei, die rund um die Uhr verkehren. Bis 1989 betrieb Transport for London in der Chiswick High Road eine Schule für Busfahrer. Die U-Bahnen der District Line unterqueren Chiswick und halten an den nächstgelegenen Haltestellen Stamford Brook, Chiswick Park, Gunnersburry und Turnham Green. An letzterer besteht vor 6.50 Uhr morgens und nach 22.30 Uhr auch Anschluss an die Piccadilly Line.
Die nächstgelegenen Haltestellen der National Rail sind die Bahnhöfe Chiswick und Kew Bridge. Beide werden von Zügen der Gesellschaft South West Trains angefahren. Diese verkehren über die Hounslow Loop Line vom Bahnhof London Waterloo bis nach Staines-upon-Thames. Über die North London Line ist Chiswick über den Bahnhof Gunnersburry an das Netz der London Overground angeschlossen.

## Mit Chiswick verbundene Persönlichkeiten

### 18. Jahrhundert
Eine der ersten bekannten Persönlichkeiten, die in Chiswick lebte, war der englische Künstler William Hogarth. Er kaufte im Jahr 1749 das heute als Hogarth House bekannte Gebäude. Hogarth lebte bis zu seinem Tod 1764 in diesem Haus. Der Dichter Alexander Pope, Autor des Gedichts The Rape of the Lock, lebte zwischen 1716 und 1719 in einem Gebäude an der Mawson Lane das heute als Pub genutzt wird.

### 19. Jahrhundert
Im 19. Jahrhundert entdeckten zahlreiche Maler den Stadtteil für sich. So lebte etwa der Landschaftsmaler Lewis Pinhorn Wood zwischen 1897 und 1908 in einem Haus in der Homefield Road. Auch die Familie des Malers Camille Pissarro lebte um 1897 in Chiswick. Ein weiterer bekannter Bewohner war der Dichter Ugo Foscolo. Er starb 1827 in Turnham Green und wurde auf dem Friedhof der Kirche des Heiligen Nikolaus beigesetzt. Luis Lachenal gründete 1853 in Chiswick seine Manufaktur für Konzertinas, er war der Vater der in Chiswick lebenden Musikerin Marie Lachenal (1848 – 1937).

### 20. Jahrhundert
Im 20. Jahrhundert wandelte sich Chiswick zum Wohnort für Schauspieler und Größen des Showbusiness. So lebten hier etwa Bruce Dickinson, Sänger der Band Iron Maiden, die Schauspielerin Elizabeth McGovern und ihr Mann, der Regisseur Simon Curtis.

### Söhne und Töchter
- Guy Barker (* 1957), Jazzmusiker
- Sebastian Coe (* 1956), Leichtathlet und Politiker
- Phil Collins (* 1951), Musiker
- Pat Driscoll (1900–1983), Autorennfahrer
- Helen Mirren (* 1945), Schauspielerin
- Alan Elsdon (1934–2016), Jazzmusiker
- Pete Townshend (* 1945), Musiker („The Who“)
- John Entwistle (1944–2002), Musiker („The Who“)
- Mike Wilds (* 1946), Autorennfahrer
- Kim Wilde (* 1960), Musikerin
- Suki Waterhouse (* 1992), Schauspielerin und Model
- Kate Beckinsale (* 1973), Schauspielerin und Model